# Smeryngolaphria maculipennis
Smeryngolaphria maculipennis är en tvåvingeart som först beskrevs av Macquart 1846.  Smeryngolaphria maculipennis ingår i släktet Smeryngolaphria och familjen rovflugor. Inga underarter finns listade i Catalogue of Life.